# Camponotus rhamses
Camponotus rhamses é uma espécie de inseto do gênero Camponotus, pertencente à família Formicidae.